# Georg Kink
Pour les articles homonymes, voir Kink.
Georg Kink (né le 26 août 1949 à Garmisch-Partenkirchen) est un joueur et entraîneur professionnel allemand de hockey sur glace.
Il est le père des joueurs Marcus et George Kink.

## Carrière
En tant que joueur
Georg Kink joue dans les équipes jeunes du SC Riessersee puis passe professionnel et joue en Bundesliga. Il part au début des années 1970 au Augsburger EV puis en 1973 au Düsseldorfer EG. Il y joue cinq saisons et devient champion d'Allemagne en 1975. De 1978 à 1980, il fait partie des Kölner Haie et est de nouveau champion en 1979. Pour la saison 1980-1981, il rejoint l'EHC 70 München qui cependant est à la fin relégué en 2. Bundesliga. Il vient alors pour deux ans au EV Duisbourg. Il joue ensuite un an au Krefelder EV avant de finir sa carrière deux ans après au SC Solingen en 2. Bundesliga.
En tant qu'entraîneur
Après la fin de sa carrière de joueur en 1986, il devient l'entraîneur du SC Solingen pendant deux saisons puis une au EC Ratingen et une au EHC Essen-West. Pendant l'été 1990, il signe avec le PEV Weißwasser qui vient d'accéder en Bundesliga. Après la fondation de la Deutsche Eishockey-Liga en 1994, il entraîne deux ans le SC Riessersee. De 2000 à 2004, il est à la tête de l'EC Peiting en Oberliga. Lors de la saison 2004-2005 d'Oberliga, il est licencié par l'EHC Munich au cours du championnat régulier.

## Palmarès
- Champion d'Allemagne : 1975, 1979.